# Caradocia longiantennata
Caradocia longiantennata är en insektsart som beskrevs av White och Hodkinson 1980. Caradocia longiantennata ingår i släktet Caradocia och familjen rundbladloppor. Inga underarter finns listade i Catalogue of Life.